# Ликовна удружења у Србији
Ликовна удружења у Србији представљају различите облике струковних и других удружења која окупљају ликовне уметнике (сликаре, вајаре, графичаре), примењене уметнике, дизајнере, фотографе, историчаре уметности, ликовне критичаре и друге ствараоце и стручњаке у области ликовних и визуелних уметности на територији Републике Србије. Ова удружења имају за циљ унапређење и развој ликовног стваралаштва, заштиту професионалних права и интереса својих чланова, промоцију уметности и културе, као и међусобно повезивање и сарадњу актера на ликовној сцени.

## Централна струковна удружења

### Удружење ликовних уметника Србије(УЛУС)
Удружење ликовних уметника Србије (УЛУС) је највеће и најстарије струковно удружење ликовних уметника у Србији, основано 1919. године у Београду. Окупља сликаре, вајаре, графичаре и проширене медије. УЛУС има статус репрезентативног удружења у култури.
Кључне активности УЛУС-а укључују:
- Организацију традиционалних годишњих изложби: Пролећна изложба и Јесења изложба.
- Организацију самосталних, групних и тематских изложби у својим галеријским просторима: Галерија УЛУС (Кнез Михаилова улица) и Уметнички павиљон „Цвијета Зузорић“ на Калемегдану.
- Заштиту професионалних и социјалних права својих чланова.
- Издавачку делатност.
- Међународну сарадњу.

### Удружење ликовних уметника примењених уметности и дизајнера Србије(УЛУПУДС)
Удружење ликовних уметника примењених уметности и дизајнера Србије (УЛУПУДС) је струковно удружење које окупља уметнике и дизајнере из области примењених уметности и дизајна. Основано је 1953. године у Београду. УЛУПУДС има статус репрезентативног удружења у култури и организован је кроз више секција: архитектура, дизајн (графички, индустријски, текстилни), керамика, костимографија, сценографија, уметничка фотографија, историја и теорија примењене уметности, конзервација и рестаурација, и друге.
Кључне активности УЛУПУДС-а укључују:
- Организацију традиционалних годишњих изложби: Мајска изложба (графике), Златно перо Београда (међународни бијенале илустрације), Бијенале керамике, Годишња изложба (изложба награђених радова).
- Изложбену делатност у својим галеријама: Галерија Сингидунум и Мала галерија УЛУПУДС-а (Галерија С).
- Заштиту професионалних права и интереса чланова.
- Издавачку делатност.

## Регионална удружења

### Савез удружења ликовних уметника Војводине(СУЛУВ)
Савез удружења ликовних уметника Војводине (СУЛУВ) је струковно удружење које окупља ликовне уметнике са територије АП Војводине. Седиште му је у Новом Саду. Основан је 1946. године. СУЛУВ организује изложбе, промовише стваралаштво својих чланова и доприноси развоју ликовне уметности у Војводини. Поседује и свој галеријски простор.
(Напомена: Поред СУЛУВ-а, могу постојати и друга мања регионална или градска удружења ликовних уметника.)

## Специјализована удружења и секције

### Друштво историчара уметности Србије
Друштво историчара уметности Србије (ДИУС) окупља историчаре уметности, ликовне критичаре, кустосе и друге стручњаке који се баве проучавањем, заштитом и презентацијом ликовне уметности и културног наслеђа. Организује научне скупове, изложбе и издаје стручне публикације.

### Удружења фотографа
- Фото савез Србије (ФСС): Национални савез који окупља фотографске клубове и појединце, бави се промоцијом фотографије као уметности и технике.[5]
- Удружење фотографских аутора (УФА): Струковно удружење које окупља уметнике фотографије.

### Удружења карикатуриста
- Удружење карикатуриста Србије ФЕЦО (FECO Serbia): Национална секција Међународне федерације удружења карикатуриста (FECO).[6]

### Друга удружења и секције
Постоје и друга специјализована удружења или секције унутар већих удружења која окупљају уметнике одређених профила, као што су керамичари, вајари, иконописци, стрип аутори и други.

## Улога и значај
Ликовна удружења у Србији играју важну улогу у:
- Афирмацији и промоцији ликовног стваралаштва.
- Заштити професионалног статуса и ауторских права уметника.
- Организовању изложбене делатности и омогућавању уметницима да представе свој рад јавности.
- Едукацији и стручном усавршавању.
- Повезивању уметника и сарадњи са сродним институцијама у земљи и иностранству.
- Очувању и тумачењу културног наслеђа.

Она представљају важан део инфраструктуре културног живота и доприносе развоју ликовне уметности и културе у Србији.